# Jaap Kelderman
 Jacob Dirk (Jaap) Kelderman (Broek in Waterland, 2 januari 1928 – Rome, 4 februari 1976) was een Nederlands voetballer en schaatser.

## Biografie
Jaap Kelderman was de zoon van Marten Kelderman en Jansje van der Lingen. Hij had een jongere broer. Hij was getrouwd met een Amerikaanse vrouw en had twee dochters.
Hij speelde van 1948 tot 1949 bij AFC Ajax als doelman. Van zijn debuut in het kampioenschap op 12 september 1948 tegen Xerxes tot zijn laatste wedstrijd op 20 februari 1949 tegen ADO speelde Kelderman in totaal 3 wedstrijden in het eerste elftal van Ajax. Hij was een vriend van Rinus Michels.

## Statistieken
| Club  | Seizoen | Competitie | Competitie | Beker | Beker | Totaal | Totaal |
| Club  | Seizoen | Wed.       | Dlp.       | Wed.  | Dlp.  | Wed.   | Dlp.   |
| ----- | ------- | ---------- | ---------- | ----- | ----- | ------ | ------ |
| Ajax  | 1948/49 | 3          | 0          | ?     | ?     | 3      | 0      |
| Total | Total   | 3          | 0          | ?     | ?     | 3      | 0      |